# 四谷見附橋

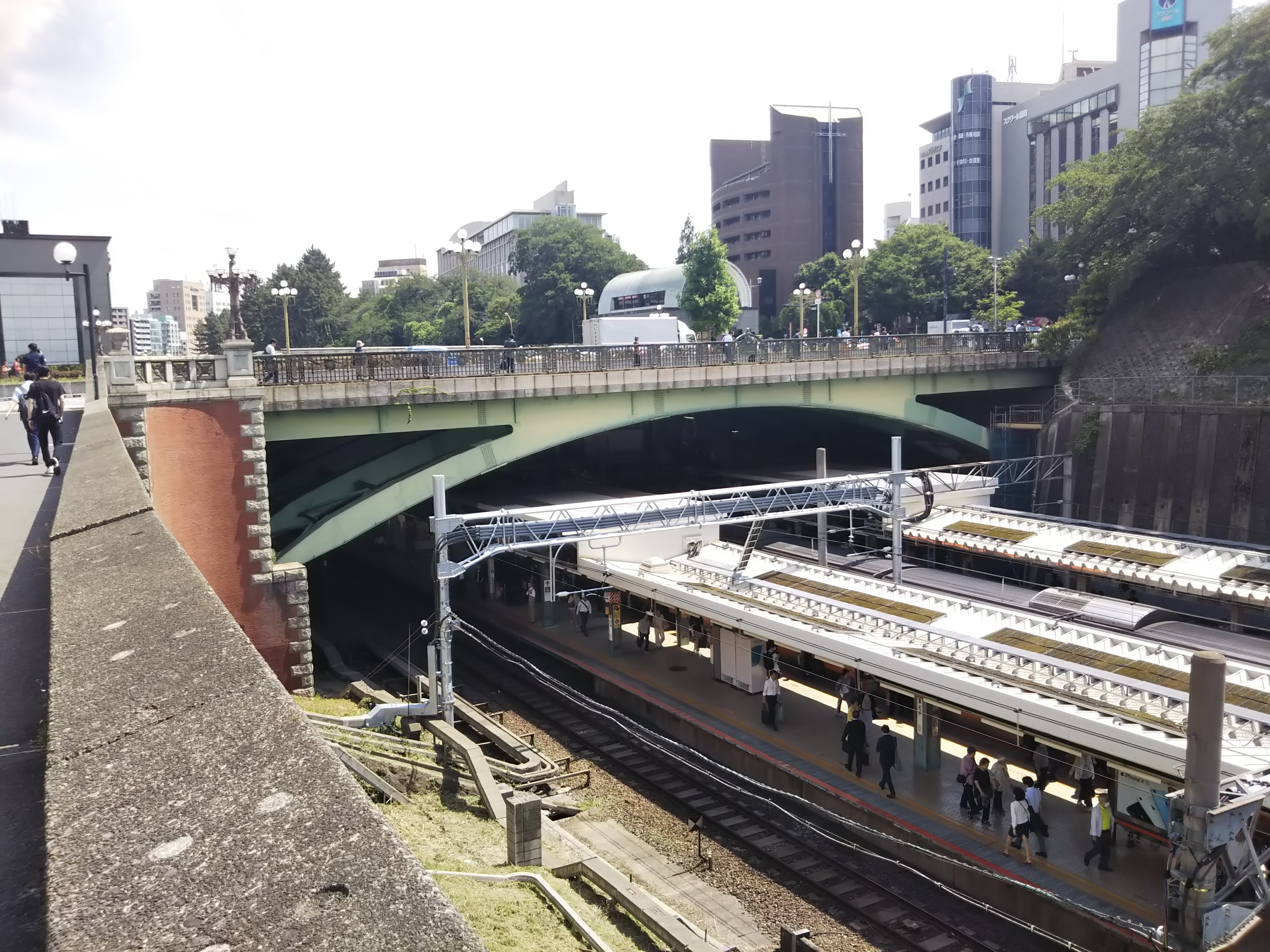
四谷見附橋（第二代）

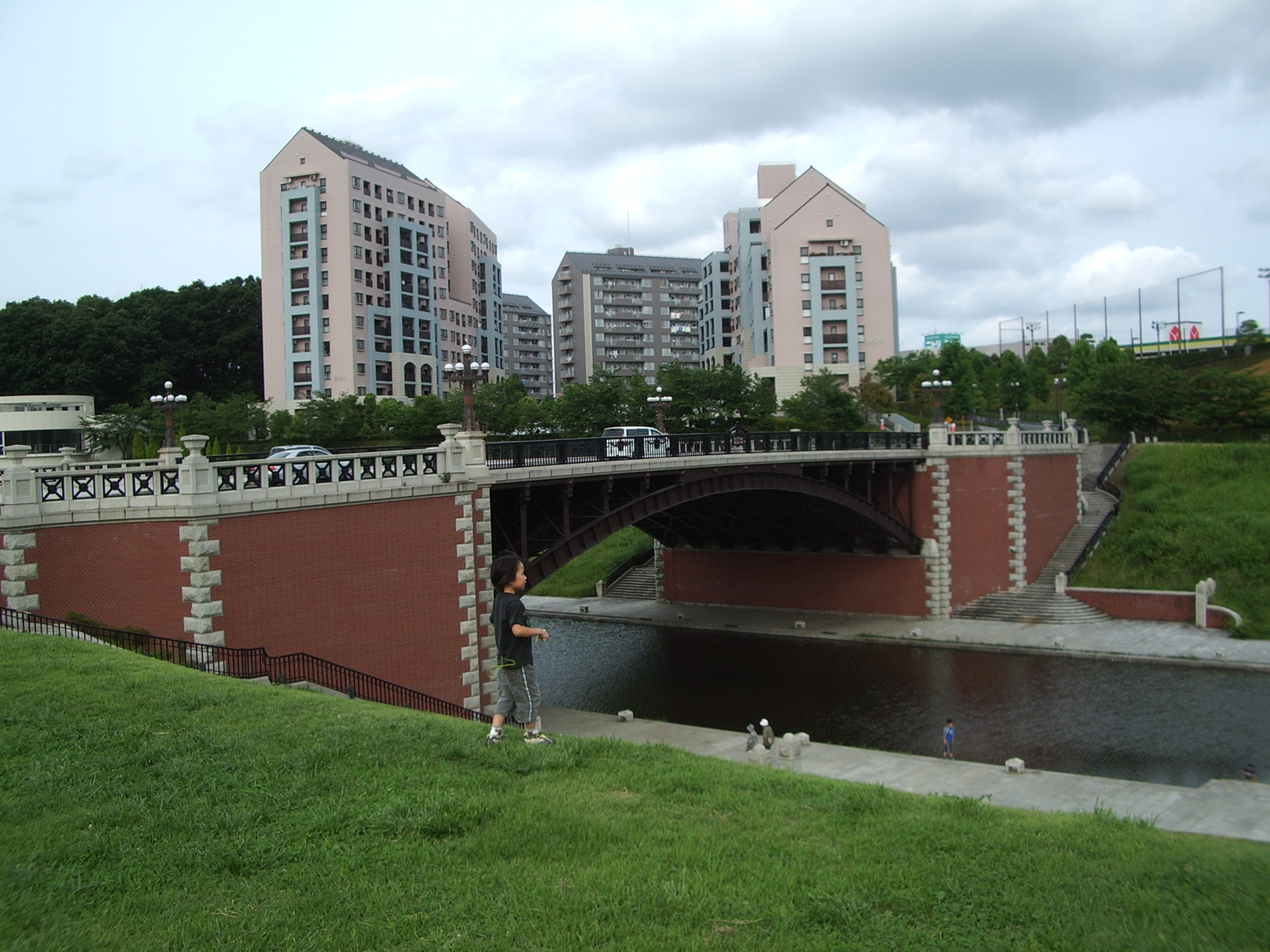
四谷見附橋（第一代）

四谷見附橋（よつやみつけばし）是東京都新宿通（國道20號）的橋梁。南北向的JR中央線上，東西向的架橋，東側是千代田區麴町、西側是新宿區四谷。現在的橋是1991年新建的第二代橋。

## 歷史
1911年（明治44年），第一代橋開工，1913年（大正2年），完成。橋上有東京市街鐵道連結新宿和月島的路面電車。
1974年，為拓寬新宿通，決定改建四谷見附橋。1991年，新橋竣工。舊橋的橋體移築至八王子市多摩新市鎮的長池公園。

## 圖集

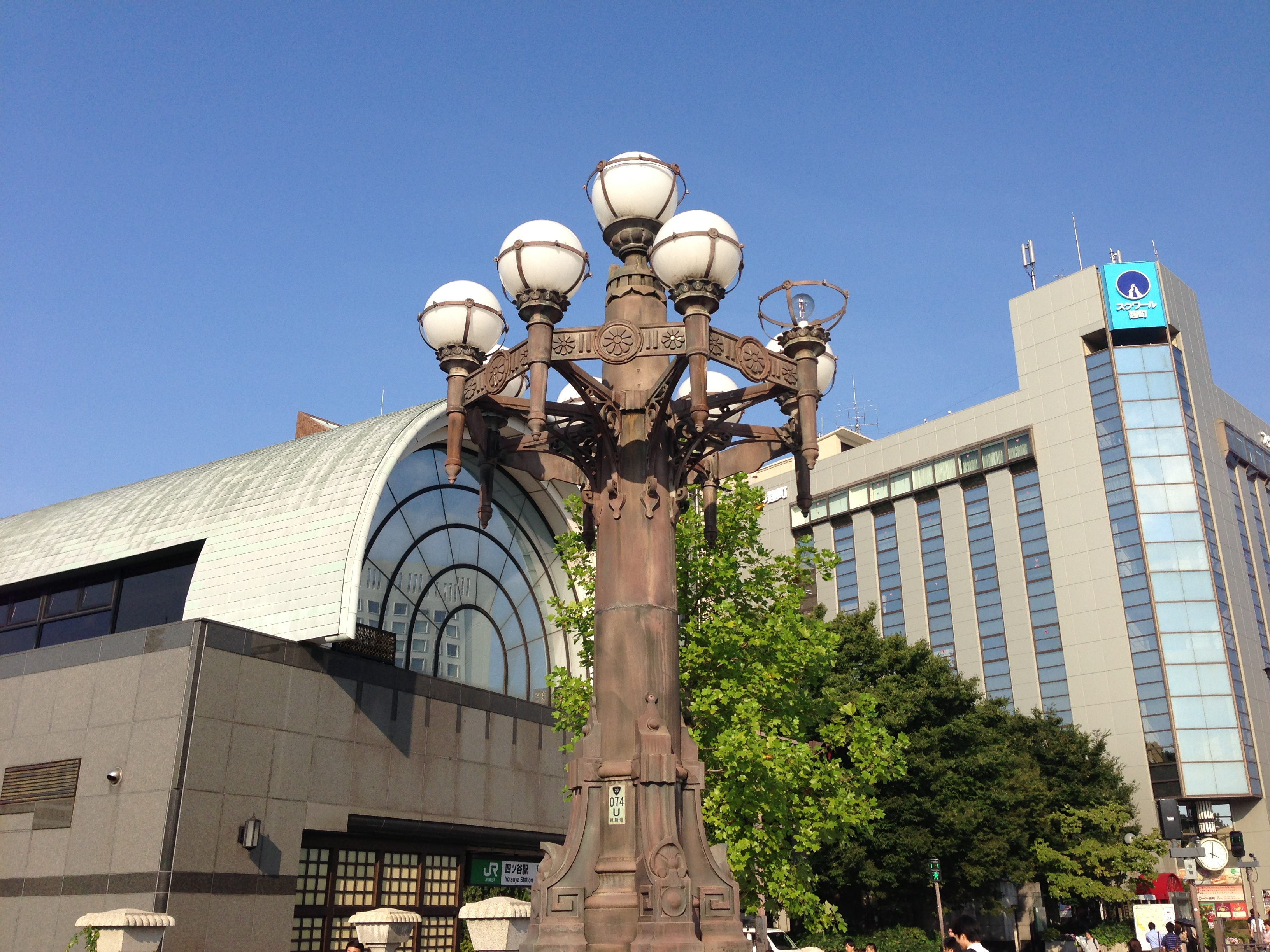
四谷車站前，現在仍使用的橋灯
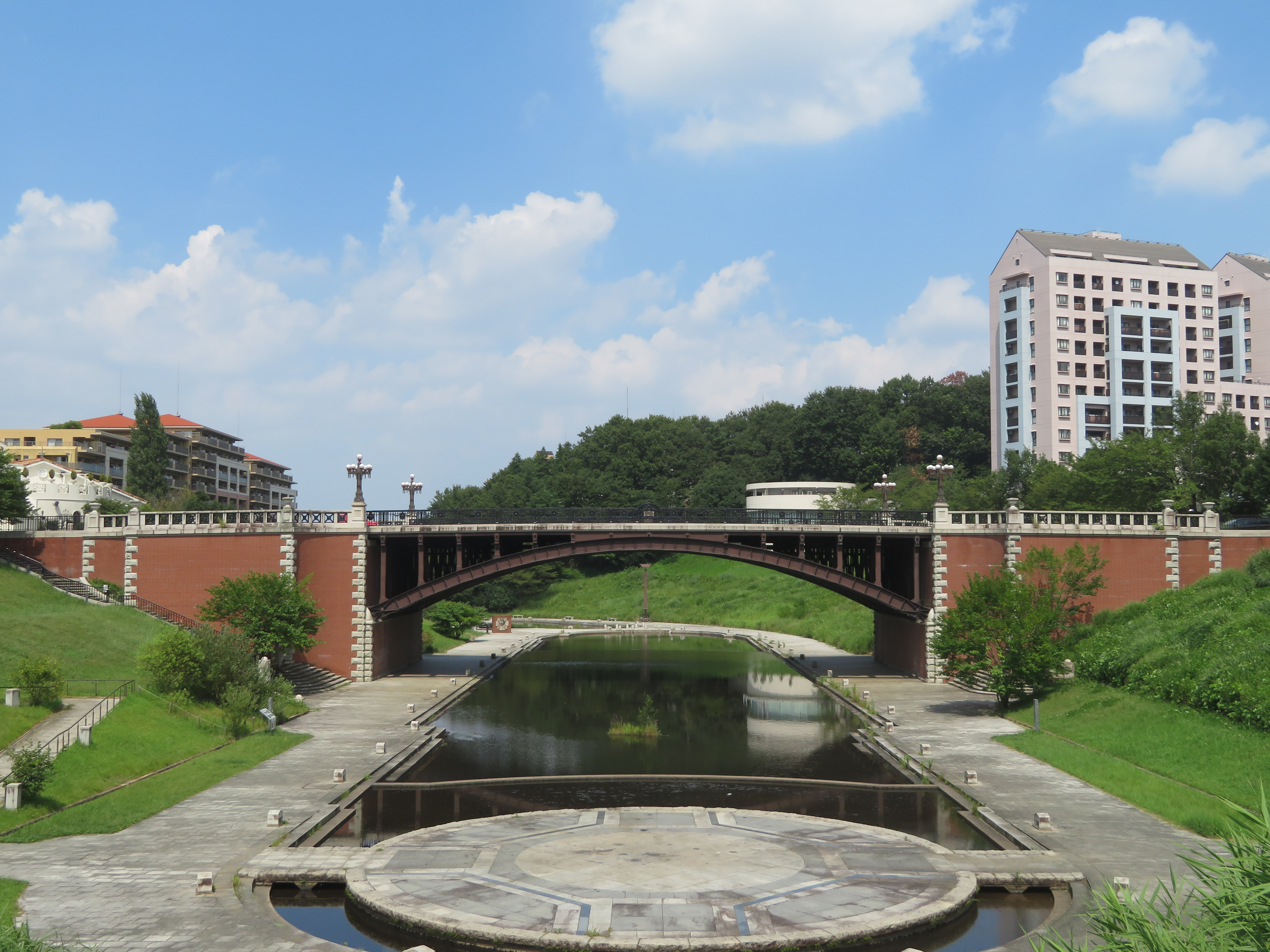
移築後的舊四谷見附橋（長池見附橋）

## 脚注
1. ↑  富岡畦草. . 三幸エステート.   [2019-08-01]. （原始内容存档于2016-05-06）.